# Tony Rombola
 (février 2020).
 (février 2023).
Si vous disposez d'ouvrages ou d'articles de référence ou si vous connaissez des sites web de qualité traitant du thème abordé ici, merci de compléter l'article en donnant les références utiles à sa vérifiabilité et en les liant à la section « Notes et références ».
Tony Rombola, né le 24 novembre 1964 à Norwood (Massachusetts), est le guitariste du groupe Godsmack depuis les années 1990.

## Histoire[1]
Guitariste autodidacte, il reçoit sa première guitare à l'âge de 11 ans. Son père lui apprend sa première tablature avec une chanson de Black Sabbath. Il développe seul son talent pour la guitare, puisant ses connaissances dans des magazines spécialisés, notamment le magazine Guitar World. Sa première guitare est une copie de Gibson SG rouge.
Il s'intéresse à plusieurs styles musicaux, dont le funk, le hard rock et le metal. Il intègre le groupe Godsmack.
Ayant initialement choisi le métier de charpentier, Tony Rombola est aujourd'hui marié et père de trois enfants.

## Guitares[2]
Au cours de sa carrière, il utilise les guitares Les Paul, McNaught, Ovation (acoustique et électrique), Takamine (acoustique), les amplificateurs Splawn et Diezel, les picks Dunlop et les cordes GHS.